# Merei
Merei là một xã thuộc hạt Buzău, România. Dân số thời điểm năm 2002 là 7235 người.